# Emilio Urbay
Emilio Urbay (* in Supe, Peru) ist ein peruanischer Performer, Musiker und Komponist und lebt in Berlin. Er spielt eine Vielzahl von Instrumenten, darunter Charango, Cajón Peruano, prähispanische Instrumente und E-Bass.

## Werdegang
Urbay war Mitglied des Ensembles Pachacamac, mit dem er weltweit auftrat. Mit seinen Bands La Chicharra und Los Chacales machte er das peruanische Genre Chicha auch außerhalb Berlins bekannt. 2021 erhielt er eine Nominierung für den Listen to Berlin Award der Berlin Music Commission für seine Komposition Palo Santo.
Er beschäftigt sich mit präkolumbischen Instrumenten aus dem alten Peru und verfügt über eine Sammlung von mehr als hundert Exemplaren, die er in Vorträgen, Ausstellungen und Aufführungen einsetzt. 2019 begann die Zusammenarbeit mit der Regisseurin und Schauspielerin Sonja Ortiz an Theater- und Filmprojekten. 2025 gründeten beide das Performance-Duo Chicha Express.